# Cao Zhang
En aquest nom xinès, el cognom és Cao.
Cao Zhang (mort el 223 EC) va ser un fill del senyor de la guerra Cao Cao durant els períodes de la tardana Dinastia Han Oriental i els Tres Regnes de la història xinesa. Es diu de Cao Zhang que lluitava i matava animals salvatges amb les seves pròpies mans. També va ser un general militar sota el comandament de son pare, havent portat les seves tropes a importants victòries contra la tribu Wuhuan en diverses incursions per la frontera nord.

## Biografia

### Rerefons
El segon dels quatre fills de Cao Cao amb l'Emperadriu Vídua Bian, Cao Zhang es diu que sobreeixia i estava obsessionat amb el tir amb arc i la lluita armada des de la seva joventut fins al punt que podia lluitar contra bèsties ferotges amb les seves pròpies mans. Tot i que Cao Cao va criticar la seva manca de formació acadèmica, Cao Zhang sempre havia aspirat a fer carrera en l'exèrcit. Una vegada, el seu pare el va enviar a la Universitat Imperial per estudiar, però Cao Zhang va lamentar-se davant dels seus ajudants, dient que un home de veritat hauria de comandar l'exèrcit per a fer-se un nom per si mateix en compte de ser un metge (un doctor era alhora un grau acadèmic i un títol formal de la cort per a moltes dinasties xineses).

### Com a general
Quan la tribu Wuhuan es va revoltar en la frontera el nord en el 218, Cao Zhang, tenint el rang de General del Nord de la Casa, actuant en l'autoritat de General de Cavalleria Resoluda (骁骑将军), va dirigir una força de 1.000 homes d'infanteria i una cavalleria diversos centenars del govern central per a sufocar la revolta. Abans de la seva partida, Cao Cao el convocà i li va advertir especialment: "Som pare i fill en casa, però som supervisor i el subordinat quan se'ns assigna una tasca:: la llei serà aplicada de forma recta si mai comets cap errada, tín-lo present." Quan Cao Zhang va arribar al camp de batalla, la seva força no s'han sumat a la del govern local com estava previst. Superats en nombre per l'enemic, Cao Zhang va prendre una actitud passiva i va defensar les rutes i els passos vitals. Els rebels no van poder guanyar avantatge i se'n van anar. Cao Zhang després va portar les seves forces a la persecució, mostrant gran valor en les batalles posteriors. Els Registres dels Tres Regnes diu que diverses fletxes van quedar incrustades en la seva armadura al final d'una llarga batalla al migdia. Malgrat l'oposició dels seus subordinats, va ordenar que la persecució que continués encara després de la victòria inicial. Un dels seus col·laboradors eixí i el va recordar que l'ordre de Cao Cao era que l'exèrcit no podria creuar la jurisdicció de Dai, i la persecució més allunyada era clarament prohibida, però Cao Zhang va sostenir que un bon general no seguia les ordres que no eren brillants, i va amenaçar que si algú no s'unia a la persecució seria sancionat amb pena de mort; per tant, van fer una pressuda anada de 24 hores per abastar la cavalleria wuhuan, i van donar a aquests últims un gran colp que va causar baixes de més d'uns pocs de milers.

## Anotacions
1. ↑  『丈夫一為衛、霍，將十萬騎馳沙漠，驅戎狄，立功建號耳，何能作博士邪？』 El citat és la línia original de Cao Zhang als Registres dels Tres Regnes.
2. ↑  "又受節度，不得過代，不可深進" l'ordre de Cao Cao era que la força de Cao Zhang era limitada a mantenir-se dins del domini de la Comandància Dai, i que una persecució endinsant-se en els territoris de les tribus estrangeres estava prohibida.